# رمزي زكي
رمزي محمد زكي (1941م - 2009م)، من مواليد الأقصر بجمهورية مصر العربية، اقتصادي ومؤلف مصري.
حصل على البكالوريوس في الاقتصاد وكان الأول علي دفعته من كلية الاقتصاد والعلوم السياسية بجامعة القاهرة عام 1963م، الماجستير من نفس الجامعة 1970م، دكتوراة بامتياز في الاقتصاد من جامعة العلوم الاقتصادية ببرلين 1974م.
عمل منذ تخرجه في مركز التخطيط العام بمعهد التخطيط القومي بالقاهرة، وترقى فيه من معيد ثم خبير ثم خبير أول لدرجة الأستاذية. عمل مستشارًا لوزارة التخطيط الكويتية ومستشارا بالمعهد العربي للتخطيط بالكويت وأستاذًا بقسم الاقتصاد بجامعة الكويت حتي وفاته. عمل مستشارا بالبرنامج الإنمائي للأمم المتحدة UNDP. شارك بأبحاثه العميقة في العديد من المؤتمرات العلمية المتخصصة، فضلًا عن إشرافه علي بعض رسائل الماجستير والدكتوراه في الجامعات المصرية.

## جوائز وتكريم
- وسام العلوم والفنون من الطبقة الأولى عام 1978م،
- جائزة الدولة التشجيعية في الاقتصاد والمالية العامة 1979م،
- جائزة أحسن كتاب اقتصادي لعام 1999 من الرئيس محمد حسني مبارك في افتتاح معرض القاهرة الدولي للكتاب، وذلك عن مؤلفه وداعا للطبقة الوسطى،
- جائزة العلوم الاقتصادية،

## وفاته
توفي في ديسمبر 2009 بعد أيام قلائل من صدور آخر كتبه «انفجار العجز».

## مؤلفاته
- مشكلة الإدخار مع دراسة خاصة عن البلاد النامية، الدار القومية للطباعة والنشر، القاهرة، 1966م،
- أزمة الديون الخارجية: رؤية من العالم الثالث، الهيئة المصرية العامة للكتاب، القاهرة، 1078م، (الكتاب الحائز على جائزة الدولة في الاقتصاد والمالية العامة لعام 1979م)،
- مشكلة التضخم في مصر أسبابها ونتائجها مع برنامج مقترح لمكافحة الغلاء، الهيئة المصرية العامة للكتاب، القاهرة، 1980م،
- المشكلة السكانية وخرافة المالتوسية الجديدة، سلسلة عالم المعرفة، الكويت، ديسمبر 1984م.[2]
- التضخم المستورد: دراسة في آثار التضخم بالبلاد الرأسمالية الصناعية على البلاد العربية، دار المستقبل العربي، القاهرة، 1986م،
- أزمة القروض الدولية: الأسباب والحلول المطروحة مع مشروع صياغة لرؤية عربية، دار المستقبل العربي، القاهرة، 1987م،
- التاريخ النقدي للتخلف: دراسة في أثر النقد الدولي على التكون التاريخي للتخلف بدول العالم الثالث، سلسلة عالم المعرفة، الكويت، أكتوبر 1987م.[3]
- الاقتصاد العربي تحت الحصار، مركز دراسات الوحدة العربية، بيروت، 1989م،
- محنة الديون وسياسات التحرير في العالم الثالث، دار العالم الثالث، القاهرة، 1991م،
- الليبرالية المستبدة: دراسة في الآثار الاجتماعية والسياسية لبرامج التكيف في العالم الثالث، دار سينا، القاهرة، 1992م،
- الليبرالية المتوحشة: ملاحظات حول التوجهات الجديدة للرأسمالية المعاصرة، دار المستقبل العربي، القاهرة، 1993م،
- التضخم والتكيف الهيكلي في الدول النامية، دار المستقبل العربي، القاهرة، 1996م،
- الاقتصاد السياسي للبطالة: تحليل لأخطر مشكلات الرأسمالية المعاصرة، سلسلة عالم المعرفة، الكويت، أكتوبر 1997م.[4]
- وداعاً للطبقة الوسطى، (حصل على جائزة أحسن كتاب اقتصادي لعام 1999 من الرئيس محمد حسني مبارك في افتتاح معرض القاهرة الدولي للكتاب)
- العولمة المالية: الاقتصاد السياسي لرأس المال الدولي، دار المستقبل العربي، 2001م،
- انفجار العجز: علاج عجز الموازنة العامة للدولة في ضوء المنهج الانكماشي والمنهج التنموي، 2009م، دار المدى للثقافة والنشر، الكتاب التاسع والعشرين والأخير للمؤلف،